# 번영로 (군산 전주)
번영로(繁榮路)는 전북특별자치도 군산시 경장동 팔마광장 교차로부터 전주시 덕진구 반월동 조촌 교차로까지 잇는 전북특별자치도의 도로이다. 전 구간 국도 제26호선에 속한다. 그 외에 군산시 운동장사거리부터 개정파출소까지 구간은 지방도 제709호선이, 대야검문소 일대에서는 지방도 제711호선과 지방도 제744호선이, 대야검문소부터 호원대삼거리까지 구간은 지방도 제718호선이, 전주시 대흥 교차로부터 조촌 교차로까지 구간은 국도 제21호선이 중복된다. 동군산 나들목과 접속하고 있어 서해안고속도로와 연결된다.

## 역사
1908년 10월 일제 통감부가 치도국을 세우고 가장 먼저 건설한 도로로 전주와 군산을 잇는 도로라는 의미로 전군가도(全群街道)라 하였다. 당시 총 연장은 46km였으며, 조선에서 최초로 건설된 시멘트 콘크리트 도로였다. 이 도로를 건설할 때 있었던 많은 이야기가 전해지는데, 이 도로를 건설하기 위해 토지를 측량하던 측량사들은 지역 농민들의 반발이 심해 측량할 때 일본 헌병을 동반했다고 하며, 도로 건설할 때 투입한 인력은 항일운동으로 붙잡힌 의병이 동원되었다고 한다. 조정래의 소설 《아리랑》에서는 이 도로를 건설할 때 벚나무를 심은 이야기를 다음과 같이 서술했다.

그 나무는 흔히 보는 소나무도 참나무도 아니었다. 일본말로 '사쿠라'라고 했고, 그 꽃은 일본 사람들이 받드는 나라꽃이라는 것이었다. 헌병들이 그 나무를 받드는 정성은 실로 대단했다. 처음에 나무심기를 나선 사람들은 그 나무가 어떤 나무인지 알 리가 없었다. 그들이 보기에 두 자 남짓한 길이의 묘목은 별로 보잘 것도 없고 대수로울 것도 없는 어린 나무일 뿐이었다. 그래서 예사로 나뭇단을 내던지거나 넘어다녔다. 그런데 그때마다 헌병들의 욕설과 함께 개머리판이 날아들었다. 살기등등한 헌병들에게 아무 영문도 모르고 얻어맞고 걷어차인 다음에야 그들은 통변(通辯)을 통해 그 나무에 얽힌 사연을 듣게 되었다. 의병 출신인 그들은 비감하고 참담한 심정으로 '사쿠라'를 심어나가지 않을 수가 없었다.— 조정래의 소설 《아리랑》중에서

이 도로가 건설되고 나서 매년 추수철 호남평야에서 생산된 쌀은 이 도로를 통해 운반되었으며, 이로 인해 1909년 조선의 전체 쌀 반출량의 32.4%가 군산항을 통해 일본으로 빠져나갔다. 이 도로 건설 이후 일본은 1911년까지 조선에 총 741km에 이르는 신작로를 건설했다. 이 때문에 농민들의 생활은 더욱 피폐해졌는데, 남원 지역에서 불리던 민요인 길쌈노래에는 "치마 끈 졸라매고 논 사노니 신작로 복판에 다 들어가네"라는 가사가 들어갈 정도였다.
- 2009년 7월 10일 : 2개 이상 시·군에 걸쳐 있는 도로로 번영로를 고시[2]

## 주요 경유지
전북특별자치도
- 군산시 (조촌동 - 개정동 - 개정면 - 대야면) - 익산시 (오산면 - 평화동) - 김제시 (용지면 - 백구면) - 전주시 덕진구

## 노선
| 이름              | 접속 노선                                                       | 소재지            | 소재지                                                            | 비고                                                              |
| ----------------- | --------------------------------------------------------------- | ----------------- | ----------------------------------------------------------------- | ----------------------------------------------------------------- |
| 팔마광장 교차로   | 국도 제26호선 (중앙로) 경암로 해망로 동팔마길                   | 군산시            | 조촌동                                                            | 국도 제26호선 구간                                                |
| 송경교            |                                                                 | 군산시            | 조촌동                                                            | 국도 제26호선 구간                                                |
| 경장사거리        | 경포천로 백릉로                                                 | 군산시            | 조촌동                                                            | 국도 제26호선 구간                                                |
| 경장삼거리        | 진포로                                                          | 군산시            | 조촌동                                                            | 국도 제26호선 구간                                                |
| 시청사거리        | 시청로 수송로                                                   | 군산시            | 조촌동                                                            | 국도 제26호선 구간                                                |
| 동초교사거리      | 조촌로                                                          | 군산시            | 조촌동                                                            | 국도 제26호선 구간                                                |
| 사정리삼거리      | 공단대로                                                        | 군산시            | 조촌동                                                            | 국도 제26호선 구간                                                |
| 옥산삼거리        | 사정동길                                                        | 군산시            | 개정동                                                            | 국도 제26호선 구간                                                |
| 운동장사거리      | 지방도 제709호선 (옥산로) 경기장로                              | 군산시            | 개정동                                                            | 국도 제26호선 구간 지방도 제709호선 구간                          |
| 동안마을 교차로   | 동안길                                                          | 군산시            | 개정동                                                            | 국도 제26호선 구간 지방도 제709호선 구간                          |
| 개정파출소        | 지방도 제709호선 (아동남로)                                     | 군산시            | 개정동                                                            | 국도 제26호선 구간 지방도 제709호선 구간                          |
| 최호장군 교차로   | 국도 제29호선 (금강로)                                          | 군산시            | 개정면                                                            | 국도 제26호선 구간                                                |
| 터미널사거리      | 만자로 석화로 백마길                                            | 군산시            | 대야면                                                            | 국도 제26호선 구간                                                |
| 대야검문소 교차로 | 지방도 제711호선 지방도 제718호선 지방도 제744호선 (대야관통로) | 군산시            | 대야면                                                            | 국도 제26호선 구간 지방도 제711, 718, 744호선 구간                |
| 검문소삼거리      | 지방도 제711호선 지방도 제744호선 (만경로)                      | 군산시            | 대야면                                                            | 국도 제26호선 구간 지방도 제711, 718, 744호선 구간                |
| 동군산 나들목     | 15호선 서해안고속도로                                           | 군산시            | 대야면                                                            | 국도 제26호선 구간 지방도 제718호선 구간 국도 제21, 29호선과 연결 |
| 복교              |                                                                 | 군산시            | 대야면                                                            | 국도 제26호선 구간 지방도 제718호선 구간                          |
| 호원대삼거리      | 지방도 제718호선 (탑천로)                                       | 군산시            | 대야면                                                            | 국도 제26호선 구간 지방도 제718호선 구간                          |
| 탑교 삼길교       |                                                                 | 군산시            | 대야면                                                            | 국도 제26호선 구간                                                |
| 신용교            |                                                                 | 익산시            | 오산면                                                            | 국도 제26호선 구간                                                |
| 신용교            | 평화동                                                          | 익산시            |                                                                   | 국도 제26호선 구간                                                |
| 목천 교차로       | 국도 제23호선 (무왕로)                                          | 익산시            |                                                                   | 국도 제26호선 구간                                                |
| 동자교            |                                                                 | 익산시            |                                                                   | 국도 제26호선 구간                                                |
| 목천삼거리        | 목천로                                                          | 익산시            |                                                                   | 국도 제26호선 구간                                                |
| 만경2교           |                                                                 | 익산시            |                                                                   | 국도 제26호선 구간                                                |
| 김제시            | 백구면                                                          |                   |                                                                   | 국도 제26호선 구간                                                |
| 김제시            | 백구면                                                          | 유강검문소 교차로 | 유강로                                                            | 국도 제26호선 구간                                                |
| 김제시            | 백구면                                                          | 반월삼거리        | 지방도 제735호선 (황토로)                                         | 국도 제26호선 구간                                                |
| 김제시            | 백구면                                                          | 학동 교차로       | 국도 제21호선 (새만금북로)                                        | 국도 제26호선 구간                                                |
| 김제시            | 백구면                                                          | 난산삼거리        | 금백로                                                            | 국도 제26호선 구간                                                |
| 김제시            | 백구면                                                          | 득자삼거리        | 지방도 제702호선 (용지로)                                         | 국도 제26호선 구간                                                |
| 김제시            | 백구면                                                          | 득룡교            |                                                                   | 국도 제26호선 구간                                                |
| 전주시            | 덕진구                                                          |                   |                                                                   | 국도 제26호선 구간                                                |
| 전주시            | 덕진구                                                          | 대흥 교차로       | 국도 제21호선 (새만금북로) 국도 제1호선 국도 제27호선 (호남로)    | 국도 제21, 26호선 구간                                            |
| 전주시            | 덕진구                                                          | 조촌 교차로       | 국도 제21호선 국도 제26호선 (동부대로) 기린대로 온고을로 쪽구름로 | 국도 제21, 26호선 구간                                            |

## 주요 건물 및 시설
- 군산농협 (전북특별자치도 군산시 번영로 162)
- 군산동초등학교 (전북특별자치도 군산시 번영로 181)
- 군산월명종합경기장 (전북특별자치도 군산시 번영로 281)
- 군산소방서 (전북특별자치도 군산시 번영로 308)
- 개정동주민센터 (전북특별자치도 군산시 번영로 339-5)
- 개정파출소 (전북특별자치도 군산시 개정면 번영로 459)
- 군산대야우체국 (전북특별자치도 군산시 대야면 번영로 883)
- 대야공용버스터미널 (전북특별자치도 군산시 대야면 번영로 891)
- 대야검문소 (전북특별자치도 군산시 대야면 번영로 951)
- 대야초등학교 광산분교 (전북특별자치도 군산시 대야면 번영로 1421)
- 이리남초등학교 (전북특별자치도 익산시 번영로 2040-9)
- 유강검문소 (전북특별자치도 김제시 백구면 번영로 2128)
- 백구파출소 (전북특별자치도 김제시 백구면 번영로 2503)
- 백구우체국 (전북특별자치도 김제시 백구면 번영로 2514)
- 한국도로공사 전북본부 (전북특별자치도 전주시 덕진구 번영로 420)
- 전북CBS (전북특별자치도 전주시 덕진구 번영로 453)